# 洛倫茲細鰨
洛倫茲細鰨為輻鰭魚綱鰈形目鰨亞目鰨科的其中一種，為熱帶淡水魚，分布於亞洲印尼淡水水域，體長可達8.1公分，棲息在底中層水域，生活習性不明。

## 扩展阅读
維基物種上的相關：洛倫茲細鰨